# Política de Lituania
Lituania es una república democrática multipartidista integrada en la Unión Europea.
La Constitución vigente fue aprobada el 25 de octubre de 1992, y establece un sistema de división de poderes al modelo tradicional:

## Poder legislativo
El poder legislativo reside en la cámara, 'Seimas', formada por 141 diputados elegidos mediante sufragio universal libre, directo y secreto por un periodo de cuatro años y por un sistema proporcional.
Para tener representación legisltativa, un partido debe recibir el 4% o más del total de los votos. Los partidos de las minorías étnicas, como la Unión de Polacos, están exentos del mínimo de votos requeridos.

## Poder ejecutivo
El poder ejecutivo reside en el Gobierno. El primer ministro y los ministros son propuestos por el presidente de la república a la Seimas, quien lo elige por un periodo de cuatro años por mayoría simple. El sistema se diferencia del de otros países europeos en los que el primer ministro o presidente del gobierno es el nombrado por el poder legislativo y este elige libremente a los miembros del gabinete. El primer ministro y su gobierno responden políticamente ante la Seimas mediante la moción de censura o la cuestión de confianza.
El Presidente de la República es el Jefe del Estado y es elegido cada cinco años de manera directa por los ciudadanos, no pudiendo acumular más de dos mandatos consecutivos. Además de representar al Estado, conserva funciones ejecutivas al poder proponer el nombramiento del primer ministro y de los miembros del gabinete.
La república de Lituania está dividida en condados y, dentro de estos, en municipios.

## Poder judicial
El poder judicial reside en los jueces y tribunales organizados en tribunales locales, de distrito, de apelación y Tribunal Supremo. Las competencias en cuanto a la constitucionalidad de las normas y de las actuaciones del Estado y los particulares están atribuidas al Tribunal Constitucional.

## Fuerzas Armadas Lituanas
Las fuerzas armadas lituanas se componen por las Fuerzas Terrestres, la Fuerza Naval, la Fuerza Aérea, la Fuerza de Operaciones Especiales y las Fuerzas de Voluntarios de Defensa Nacional.